# Madonna Busowiska
Madonna Busowiska – nowela autorstwa Władysława Łozińskiego wydana w Krakowie w 1892. Jej pierwodruk pojawił się w Przeglądzie polskim w 1886. Akcja dzieje się na wsi w Galicji ok. 1875. W sposób realistyczny ukazuje hierarchię tamtejszych grup społecznych. Charakteryzuje się zwięzłością kompozycji. Przez krytyków była uważana za wybitny utwór pisarza. Nowela tłumaczona na francuski, czeski i niemiecki.
Główną bohaterką jest wieśniaczka Nasta. Kupuje ona obraz Madonny do cerkwi, aby uczcić pamięć swojego zmarłego dziecka.  Malarzem, który wykonał ten obraz jest Zygmunt chory na gruźlicę. Nadając Madonnie rysy znajomej mu kobiety - swojej kuzynki, przełamuje kanon ikonograficzny. Prowadzi to do konfliktu. Duchowieństwo usuwa obraz z cerkwi.
Najważniejszym wydarzeniem w noweli jest przyjazd kuzynki do umierającego na gruźlicę malarza Zygmunta. Przyjazd ten jest ukazany i skojarzony z objawieniem Matki Boskiej. Nasta postanawia wrócić po obraz. Zostaje przypadkowo śmiertelnie postrzelona przez żandarma.